# Peter Pack Rat
Peter Pack Rat – gra stworzona w 1984 roku przez firmę Firebird, wydana na: Commodore 64, Atari, ZX Spectrum oraz MAME. Jej pierwsze wydanie liczyło 500 egzemplarzy. 
W grze gracz steruje szczurem Peterem, który zbiera przedmioty (np. zegarki, parasolki) z planszy. Po planszy chodzą również postacie czyhające na życie Petera, takie jak pająki, ćmy, sowy czy też krokodyle. Grze towarzyszy muzyka kompozytora Tima Follina.